# Walter Taibo
Walter Taibo Martínez (7 de março de 1931 – 10 de janeiro de 2021) foi um futebolista uruguaio que atuou como goleiro.

## Carreira
Taibo jogou no Peñarol, com o qual conquistou a Taça Libertadores e a Copa Intercontinental em 1966, além do campeonato nacional no ano seguinte.
Fez parte do elenco da Seleção Uruguaia na Copa do Mundo de 1966.

## Morte
Taibo morreu 10 de janeiro de 2021.